# Caso Rikako Okamoto
Em 2005 na cidade Hiratsuka, Kanagawa, Japão, Rikako Okamoto (岡本 利加香, Okamoto Rikako, 1986 - 12 de Outubro de 2005) foi assassinada e sua mãe Chizuko Okamoto (岡本 千鶴子, Okamoto Chizuku, Nasceu em 17 de Julho de 1951) foi condenada por matar sua própria filha. Também suspeitaram que Chizuku Okamoto fosse uma assassina em série que matou pelo menos outros quatro, mas ela não foi sentenciada por isso.
Asahi Shimbun descreveu o incidente misterioso como uma “casa de horror”.

## Chizuko Okamoto
Chizuko Okamoto nasceu em Aomori e se casou com um homem em Hokkaido. Eles tiveram filhos, mas depois se divorciaram. Posteriormente, Okamoto teve um casamento não oficial com outro homem, que morreu em 1997. Antes disso, eles tiveram um filho, Toshihide.
Toshihide, que tinha seis anos na época, desapareceu em 1984. Chizuko começou a insistir que seu filho desaparecido foi abduzido por agentes do governo da Coreia do Norte.

## Assassinato e prisão
Na época, Chizuko Okamoto vivia em um apartamento com seu enteado de 35 anos Minehiro Yamauchi e sua filha de 19 anos Rikako. Sua filha morreu em outubro de 2005, e Yamauchi morreu em março de 2006. A mãe de Yamauchi encontrou os cadáveres de seu filho e Rikako em 1 de maio de 2006. Após uma investigação no apartamento, a polícia descobriu as sobras de Toshihide e dois recém-nascidos, identificados como filhos da Chizuko. A polícia também encontrou um memorando que sugeria que Chizuko era a assassina, então em 3 de maio de 2006, ela foi presa.

## Julgamento
A morte de Minehiro Yamauchi foi considerada um suicídio. As autópsias feitas nos cadáveres das três crianças foram inconclusivas, e já que a prescrição de três anos do crime de abandonar um cadáver tinha acabado, Okamoto não foi condenada por isso.
Durante o julgamento, Chizuko Okamoto insistiu que era inocente e alegou que Minehiro tinha matado Rikako. Mesmo assim, Okamoto foi condenada. Em 23 de julho de 2007, ela foi sentenciada a 12 anos de prisão pelo assassinato de sua filha.
Chizuko Okamoto fez uma apelação contra seu veredicto de culpa. Seu tribunal de apelação começou no tribunal superior de Tokyo [en] em 8 de maio de 2008. Em 23 de outubro de 2008, o tribunal decidiu que a sentença será mantida.